# ليو يانغ (منافس ألعاب قوى صيني)
ليو يانغ (بالصينية: 劉洋) هو منافس ألعاب قوى صيني، ولد في 29 أكتوبر 1986.

## وصلات خارجية
- ليو يانغ على موقع الاتحاد الدولي لألعاب القوى (الإنجليزية)
- ليو يانغ على موقع الدوري الماسي (الإنجليزية)
- ليو يانغ على موقع اللجنة الأولمبية الصينية (الإنجليزية)